# Grabaciones Accidentales
Pour les articles homonymes, voir Gasa.
Grabaciones Accidentales, aussi appelé Grabaciones Accidentales, S.A. (abrégé GASA ou GG.AA.), est un label discographique indépendant espagnol, basé à Madrid. Il est fondé entre fin 1981 et début 1982 par Paco Trinidad, le groupe Esclarecidos, et des membres du groupe Décima Víctima.
Outre les deux groupes propriétaires du label, Derribos Arias, Los Coyotes, Os Resentidos, Mar Otra Vez, La Dama se Esconde, Duncan Dhu et Seguridad Social, entre autres, y ont été édités. 

## Histoire
Le projet Grabaciones Accidentales voit le jour vers la fin 1981 à Madrid. Le critique musical Diego Manrique a annoncé la naissance du label dès le mois de décembre de la même année, expliquant que « Grabaciones Accidentales S.A. est le nom d'une nouvelle société indépendante, une réaction lucide contre l'indifférence/l'incapacité des sociétés nationales. Ils ont commencé avec des EP en petites séries de 10ª Víctima y los Esclarecidos ; ils continueront avec des singles variés car chaque groupe sera signé pour un disque (d'où le nom). »
Pour Rockdelux, le label « est né de la main d'Esclarecidos et de Décima Víctima en mars 1982 », avec l'aide de Paco Trinidad (ex-Ejecutivos Agresivos). À cette date, les deux premières sorties du label sont publiées, le premier EP d'Esclarecidos et Décima Víctima. Cela fait de GASA l'un des premiers labels indépendants espagnols, suivant de près les sorties récentes de DRO, Tic-Tac et de quelques autres.
En 1983, ils élargissent leur label en publiant également des disques d'El Último Sueño et ...Oh!. La faillite du distributeur Pancoca, ainsi que le fait que les attentes en matière de ventes du premier album de Derribos Arias n'aient pas été satisfaites, entraînent une crise majeure pour le label, qui a été résolue « lorsque DRO a repris la distribution de leur catalogue. » La relation entre les deux labels prendra fin avec le rachat de GASA par DRO en 1984. Cela ne signifie pas que les disques n'ont plus été édités sous le nom de GASA. De cette période date la sortie de ce qui allait devenir le groupe le plus performant du label, Duncan Dhu, qui, à l'été 1985, sort son premier single, Casablanca, point de départ de son ascension spectaculaire. Toujours au milieu des années 1980, GASA commence à publier du matériel de groupes non espagnols ; par exemple, une partie du catalogue du label belge Les Disques du Crépuscule.
En 1990, le groupe valencien Seguridad Social entre chez GASA, publiant son cinquième album Introglicerina premier d'une série d'albums avec GASA qui ont été la période la plus réussie du groupe (notamment avec le 1991 single Chiquilla. En janvier 1993, DRO-GASA, en raison d'une nouvelle crise, est assimilé au groupe Warner Music Group, ce qui clôt l'histoire de deux des plus puissants labels indépendants espagnols en tant que tels. Cependant, les deux labels, bien qu'appartenant à Warner Music, jouissaient d'une certaine autonomie au sein de la multinationale et continuaient à publier sous les noms de GASA et DRO.